# Nuevas Economías Emergentes
En economía, se ha creado un término para referirse a países que no se encuentran en el bando del tercer mundo, ni tampoco se incluyen como países desarrollados, las economías emergentes.
Generalmente, son países con una gran cantidad de recursos naturales, con unas infraestructuras en continua expansión, y un destino muy llamativo para los inversores.
Estos países se encuentran principalmente en Asia, América Latina y algunos en África.

## Países en desarrollo
Las Nuevas Economías Emergentes, se caracterizan por crecer continuamente y de una manera muy regular, tendiendo a cambiar el foco mundial a medio-largo plazo, de Europa y Japón, hacia otros sectores.
La industrialización, y el cambio de una sociedad centrada en el sector primario a una sociedad dirigida hacia el sector terciario y sector secundario.
Muchos de estos países progresan por tener alguna de estas cualidades:
- Una elevada población, que sirve como mano de obra barata.
- Disponer de inmensas cantidades de recursos naturales (petróleo, carbón, cuencas hidráulicas etc.)
- Unas políticas que fomentan la inversión exterior, y medidas que auspician a que florezca el comercio y las relaciones bilaterales.
- Una natalidad muy elevada.
- Una población, que en ocasiones está con una formación muy elevada.

Hoy en día, la prosperidad en los países ricos, ha permitido que los otros países tengan su lugar,y que hacia el 2050, sea más relevante que nunca.

## Las Nuevas Economías Emergentes en el mundo
Estos países, se encuentran principalmente en Asia y América Latina.
| Continente | País                                                          | PIB (millones de dólares) | PIB per cápita (dólares) | IDH (2012)       |
| ---------- | ------------------------------------------------------------- | ------------------------- | ------------------------ | ---------------- |
| África     | Sudáfrica                                                     | 492.155                   | 10.541                   | 0,629 (Medio)    |
| África     | Nigeria (miembro OPEP)                                        | 332.681                   | 2,150                    | 0,471 (Bajo)     |
| América    | Colombia (miembro PROSUR, OCDE, Alianza del Pacífico, CIVETS) | 500,576                   | 11,284                   | 0,725 (Alto)     |
| América    | Argentina (miembro MERCOSUR)                                  | 642.402                   | 16.831                   | 0,811 (Muy Alto) |
| América    | Chile (miembro OCDE, Alianza del Pacífico, PROSUR)            | 276,338                   | 15,883                   | 0,819 (Muy Alto) |
| América    | República Dominicana (miembro CAFTA, CARICOM)                 | 98.835                    | 9,400                    | 0,689 (Medio)    |
| América    | Perú (miembro UNASUR, Alianza del Pacífico)                   | 274,276                   | 9,092                    | 0,741 (Alto)     |
| América    | México (miembro NAFTA, OCDE, Alianza del Pacífico)            | 1.541.584                 | 13.628                   | 0,775 (Alto)     |
| América    | Brasil (miembro MERCOSUR)                                     | 2,181,677                 | 11,422                   | 0,730 (Alto)     |
| Asia       | China                                                         | 7.903.235                 | 5.961                    | 0,699 (Medio)    |
| Asia       | Malasia                                                       | 383.709                   | 14.215                   | 0,769 (Alto)     |
| Asia       | Pakistán (miembro Mancomunidad de Naciones)                   | 452,700                   | 2,722                    | 0,515 (Medio)    |
| Asia       | India (miembro SAARC)                                         | 4,001,103                 | 3,431                    | 0,554 (Medio)    |
| Asia       | Filipinas                                                     | 317.110                   | 3.509                    | 0,654 (Medio)    |
| Asia       | Rusia                                                         | 2.288.446                 | 16.170                   | 0,771 (Alto)     |
| Asia       | Tailandia                                                     | 519.049                   | 7.702                    | 0,690 (Medio)    |

.............